# Karl Germann
Karl Germann (* 1877 in Altstadt; † 12. Oktober 1958) war ein deutscher Bergmann, Gewerkschafter und saarländischer Politiker der CVP.

## Leben
Germann, der mit fünf Geschwistern aufwuchs, besuchte die evangelische Volksschule in Altstadt, danach begann er, wie schon sein Vater, als Bergmann zu arbeiten. 1907 wurde er beim Gewerkverein christlicher Bergarbeiter zunächst vorläufig als Gewerkschaftssekretär angestellt, im Jahr darauf erfolgte die Festanstellung. 1910 übernahm er innerhalb der Gewerkschaft die hauptamtliche Bezirksleitung in Neunkirchen. 1920 berief ihn die Arbeitskammer zum Regierungsrat, in dieser Position war er vom 1. Oktober 1929 an für die Regierungskommission tätig. Nach zwischenzeitlicher Arbeitslosigkeit infolge des Verbots sämtlicher Gewerkschaften 1935 war Germann als Versicherungsvertreter tätig. 1955 wurde er zum Vorsitzenden des Gesamtverbandes der Christlichen Gewerkschaften an der Saar gewählt.
Germann wurde am 15. Oktober 1958 in seinem Heimatort Altstadt beigesetzt. Sei einziger Enkel verstarb im Zweiten Weltkrieg.

## Politik
Am 10. Januar 1946 beteiligte sich Germann an der Gründung der CVP, die ihn später zum Ehrenvorsitzenden ernannte. Für diese wurde er am 5. Oktober 1947 in den ersten saarländischen Landtag gewählt. Auf der konstituierenden Sitzung am 14. Oktober hielt Germann als Alterspräsident die Eröffnungsrede. Am 7. Oktober 1952, kurz vor Ende der Wahlperiode, wurde Germann zum Vizepräsidenten des Landtags gewählt, dieses Amt hatte er auch im neuen Landtag inne. Nach der vorzeitigen Auflösung des Parlaments infolge der Volksabstimmung über den Saarstatut schied Germann 1955 aus dem Landtag aus.

## Publikationen
- Aus der Frühgeschichte von Limbach und Altstadt aus: Saarbrücker Zeitung vom 7. Februar 1949
- Schultheißen und Bürgermeister in Limbach aus: Saarbrücker Zeitung vom 12. August 1953